# NGC 2666
NGC 2666 este o galaxie situată în constelația Linxul. A fost descoperită în 19 martie 1828 de către John Herschel.